# Grant O'Rourke
Grant O’Rourke es un actor escocés.

## Carrera
En el 2012 apareció en la película Scot Squad donde dio vida al oficial de la policía Michael Urquhart.
En el 2014 se unió al elenco principal de la nueva serie Outlander donde interpretó a Rupert MacKenzie, el primo de Colum MacKenzie (Gary Lewis) y Dougal MacKenzie (Graham McTavish) hasta el 10 de septiembre de 2017 después de que su personaje fuera ejecutado por las tropas inglesas.

## Filmografía

### Series de televisión
| Año         | Título                    | Personaje            | Notas                                |
| ----------- | ------------------------- | -------------------- | ------------------------------------ |
| 2014 - 2017 | Outlander                 | Rupert MacKenzie     | 19 episodios                         |
| 2014        | Scot Squad                | PC. Michael Urquhart | episodio # 1.1                       |
| 2014        | M.I.High                  | Darren Beige         | episodio "The Man Who Drew Tomorrow" |
| 2012        | Bob Servant Independent   | Padre                | episodio "Launch Day" - miniserie    |
| 2009        | How Not to Live Your Life | Dave                 | episodio "Don and the Wedding"       |
| 2008        | High Times                | Kyle                 | 5 episodios                          |
| 2006        | Feel the Force            | Nick                 | episodio "Undercover"                |
| 2005        | Still Game                | Matt                 | episodio "Dial-A-Bus"                |
| 2005        | Taggart                   | Reportero            | episodio "In Camera"                 |

### Películas
| Año  | Título               | Personaje    | Notas                                                                                                   |
| ---- | -------------------- | ------------ | --- |
| 2012 | Puncer               | Roddy Bryson | corto - junto a Neil Bratchpiece & Tyler Collins                                                        |
| 2010 | Wiped                | David        | corto - junto a April-Wendy Hayes, Eric Robertson, Zoe Stuart & Jimmy Turner                            |
| 2010 | Choreomania          | Hector       | corto - junto a Paddy Kondracki, Darran Lightbody & Adam McNamara                                       |
| 2009 | Crying with Laughter | Vince Mason  | junto a Stephen McCole, Malcolm Shields, Andrew Neil, Jo Hartley, Owen Black, James Burns & Joe Cassidy |
| 2005 | In the Field         | Johnson      | corto - junto a Bevan Connell, Shiv Grewal, Ray Bullock Jnr, Robert Nash & Warren Rusher                |

### Teatro
| Año  | Obra               | Personaje        | Director | Teatro               | Notas                                                                 |
| ---- | ------------------ | ---------------- | -------- | -------------------- | --------------------------------------------------------------------- |
| 2015 | The Venetian Twins | Zanetto / Tonino | -        | Royal Lyceum Theatre | junto a Jessica Hardwick, Steve McNicoll, Angela Darcy& Keith Fleming |

## Premios y nominaciones
| Año  | Categoría       | Premio     | Teatro         | Resultado |
| ---- | --------------- | ---------- | -------------- | --------- |
| 2015 | Best Male Actor | CATS Award | Venetian Twins | Ganó      |